# Harrsjön (Ragunda socken, Jämtland)
Harrsjön är en sjö i Ragunda kommun i Jämtland och ingår i Indalsälvens huvudavrinningsområde. Sjön har en area på 0,114 kvadratkilometer och ligger 413,7 meter över havet.

## Delavrinningsområde
Harrsjön ingår i det delavrinningsområde (702188-151343) som SMHI kallar för Inloppet i Ytterstvattnet. Medelhöjden är 429 meter över havet och ytan är 30,87 kvadratkilometer. Räknas de 11 avrinningsområdena uppströms in blir den ackumulerade arean 150,26 kvadratkilometer. Gilleran som avvattnar avrinningsområdet har biflödesordning 2, vilket innebär att vattnet flödar genom totalt 2 vattendrag innan det når havet efter 138 kilometer. Avrinningsområdet består mestadels av skog (83 procent). Avrinningsområdet har 0,97 kvadratkilometer vattenytor vilket ger det en sjöprocent på 3,2 procent.